# Kälin Bla Lemsnit Dünfel Labyanit
Albums de Nosfell
Pomaïe Klokochazia balek
(2004) Nosfell
(2009)
Kälin Bla Lemsnit Dünfel Labyanit est le deuxième album de Nosfell publié en 2006 sur le label V2 Records. Il s'agit de la suite de Pomaïe Klokochazia balek. Le titre signifie « Le chien mord, mais pas le renard » en « klokobetz », cette langue construite qui véhicule la mythologie de Klokochatzia, monde imaginaire dont l'artiste continue ici d'explorer contes et personnages. 
Cet album est néanmoins l'occasion pour Nosfell d'enregistrer des chansons chantées en français pour la première fois.

## Titres
1. Blowtilan
2. Günel
3. Oh ! It's Been a Long Time, but We Are Glad You Came
4. Your Elegant Hat
5. Ta main, leurs dents
6. Likade Liditark
7. Hope Ripped the Night
8. The Gorgeous Hound
9. Jalin madaz
10. Majodilo tepü jaredü
11. Le Long Sac de pierres (avec Bertrand Belin)
12. I jaün bebdei
13. Path of Green (memory of a crimsom door under the waves)